# Hà Hoằng Kính
Hà Hoằng Kính (chữ Hán: 何弘敬, bính âm He Hongjing, 806 - 866 hay 865), nguyên danh là Hà Trọng Thuận (何重順), tước vị Sở quốc công (楚公) là Tiết độ sứ Ngụy Bác dưới thời nhà Đường trong lịch sử Trung Quốc.

## Thân thế và cuộc sống ban đầu
Hà Trọng Thuânh chào đời vào năm 806 dưới triều vua Hiến Tông nhà Đường. Phụ thân của ông là Hà Tiến Thao, khi đó còn là tướng phục vụ dưới trướng tiết độ sứ đương nhiệm Điền Hoằng Chánh và sau đó là Sử Hiến Thành. Năm 829, vua Văn Tông chia Ngụy Bác làm hai phần, giao cho Sử Hiếu Chương ba châu Tương, Vệ và Thiền, chuyển Sử Hiến Thành làm Tiết độ sứ Hà Trung, phần còn lại của Ngụy Bác giao cho Lý Thính. Đồng thời vua Đường cũng phong ông làm Thị trung.
Sử Hiến Thành có ý định vét của cải Ngụy Bác để làm giàu riêng. Quân sĩ trong trấn được tin thì rất tức giận, họ cùng nhau tôn Hà Tiến Thao làm minh chủ, tiến vào phủ giết Sử Hiến Thành. Khi Lý Thính đặt chân đến, Hà Tiến Thao không cho Lý Thính vào trấn và bố trí quân lính tấn công bất ngờ vào lực lượng của Lý Thính khiến Thính phải trở về. Triều đình nhà Đường buộc phải đồng ý công nhận Hà Tiến Thao là Tiết độ sứ ở Ngụy Bác
Năm 840, Hà Tiến Thao qua đời. Quân trung ủng hộ Hà Trọng Thuận lên kế nhiệm. Được tin đó, Tiết độ sứ Hà Trung Lý Chấp Phương và tiết độ sứ Nghĩa Xương Lưu Ước viết thư đến Hà Hoằng Kính khuyên ông dâng nộp Ngụy Bác cho triều đình và đến Trường An yết kiến Đường Vũ Tông, song ông từ chối. Lúc này Vũ Tông mới lên ngôi chưa muốn động binh ngay, bèn bổ nhiệm ông chú là Phu vương Lý Quán làm Tiết độ sứ trên danh nghĩa, còn Hà Hoằng Kính làm phó sứ. Sang năm 841, nhà vua chính thức cho ông làm Tiết độ sứ. Năm 843, Vũ Tông ban cho ông tên mới là Hoằng Kính.

## Chiến dịch đánh Chiêu Nghĩa
Năm 843, Tiết độ sứ Chiêu Nghĩa Lưu Tòng Gián qua đời, cháu là Lưu Chẩn tự ý nắm quyền nhưng không được triều đình công nhận. Đường Vũ Tông và tể tướng Lý Đức Dụ chuẩn bị thảo phạt Chiêu Nghĩa, nhưng do lo sợ các trấn xung quanh sẽ hỗ trợ Lưu Chẩn, liền giao ước với Hà Hoằng Kính và tiết độ sứ Thành Đức Vương Nguyên Quỳ, Tiết độ sứ Lư Long Lý Tái Nghĩa sẽ cho các trấn giữ lệ cha truyền con nối, đồng thời nếu đồng ý giúp quân thì sẽ ban thưởng cho ba châu ở phía đông núi Thái Hàng. Do đố Ngụy, Triệu hai trấn không giúp quân cho Lưu Chẩn.
Tuy nhiên Hà Hoằng Kính tuy bên ngoài nhận lệnh nhưng lại chưa tiến quân và tìm cách nói giúp cho Lưu Chẩn, bản thân Chẩn cũng tự dâng biểu xin được tha thứ; nhưng nhà vua không màng tới. Lúc này triều đình triệu tập các trấn gồm Vương Nguyên Quỳ ở Thành Đức, Vương Mậu Nguyên ở Hà Dương Tiết độ sứ Hà Đông Lưu Miễn, tiết độ sứ Vũ Ninh Lý Ngạn Tá, Tiết độ sứ Hà Trung Trần Di Hành... thảo phạt Chiêu Nghĩa. Vương Nguyên Quỳ nhanh chóng chiếm được hai trại quân của Chiêu Nghĩa, đánh bại quân của Lưu Chẩn. Nguyên Quỳ lại dâng biểu kể tội Hoằng Kính câu kết với Lưu Chẩn. Vua Vũ Tông hạ chiếu an ủi, nói rằng từ lâu đã nghe tiếng Hà Hoằng Kính là người chí hiếu với mẫu thân và không muốn có hành động liều lĩnh, có thể thông cảm. Tuy nhiên sau đó nhà vua lại theo lời Lý Đức Dụ, cho tướng Vương Tể làm Tiết độ sứ Trung Vũ, dẫn quân qua lãnh thổ Ngụy Bác, nói rằng mượn đường đánh Từ châu thuộc Chiêu Nghĩa. Hà Hoằng Kính lo sợ rằng khi quân Vương Tể đến thì quân sĩ trong trấn sẽ nảy sinh ngờ vực và phản lại mình, nên quyết định tấn công Từ châu trước, kết quả lấy được Phì Hương và Bình Ân. Vũ Tông được tin rất vui mừng, bèn dời Vương Tể sang Hà Dương, đồng thời phong Hà Hoằng Kính chức Tả bộc xạ.
Năm 844, do bị quân đường đánh bại liên tục, tướng Vương Chiêu sợ bị Lưu Chẩn trừng phạt; liền dâng Minh châu về hàng Hà Hoằng Kính. Một tướng khác là An Ngọc hiện là thứ sử Từ châu cũng dâng châu về hàng; trong khi Bùi Vấn và Thôi Hỗ ở Hình châu đầu hàng Vương Nguyên Quỳ. Cuối cùng vào mùa thu năm 844, Lưu Chẩn bị tướng dưới quyền là Quách Nghị giết chết; Quách Nghị sai đó dâng trấn đầu hàng. Sau chiến dịch này, Hà Hoằng Kính được triều đình phong Đồng trung thư môn hạ bình chương sự.
Năm 859 dưới thời Đường Ý Tông, Hà Hoằng Kính được phong chức Trung thư lệnh (ngang hàng tể tướng) và tước Sở quốc công. Năm 866, Hà Hoằng Kính qua đời, thọ 61 tuổi. Quân trung ủng hộ người con trai là Hà Toàn Hạo lên kế nhiệm, triều đình nhà Đường đồng ý công nhận.